# Протеобактерії
Протеобактерії (proteobacteria) — група бактерій, визначена за послідовністю рибосомної РНК (16S рРНК), та названа за ім'ям грецького бога Протея, який міг змінювати свою форму, що відображає різноманітність форм цієї групі.
До групи належить багато патогенів, таких як кишкова паличка (E.coli), сальмонела (Salmonella), вібріон (Vibrio), чумна паличка (Yersinia pestis), Helicobacter pylori та багато інших видів. Інші види є вільно живучими організмами, багато бактерій, які відповідають за фіксацію азоту.
Усі протеобактерії грам-негативні, з зовнішньою мембраною переважно збудованою з полісахаридів. Багато з них рухаються застосовуючи джгутики, але деякі нерухомі, а інші використовують ворсинки чи інші механізми бактеріального ковзання. Останні включають міксобактерій, унікальну групу бактерій, що можуть агрегуватися щоб створити багатоклітинні плодові тіла. Поміж протеобактерій також існує велика різноманітність типів метаболізму. Більшість видів є факультативними чи облігатними анаеробами та гетерофами, але також існують численні винятки. Різноманітні види, не бувши спорідненими, перетворюють енергію світла, застосовуючи фотосинтез. Зокрема, до протеобактерій належать пурпурові бактерії, названі так за їх червонувату пігментацію.

## Класифікація
За послідовністю рРНК протеобактерій поділяють на п'ять підрозділів, які позначають грецькими літерами від альфи до епсилона. Ці підрозділи зазвичай класифікують у ранзі класів.

### α-протеобактерії
Альфа-протеобактерії охоплюють більшість фототрофних видів, а також кілька видів, що метаболізують C1-речовини[прояснити], симбіоти з рослинами (різобії) та тваринами, і групу небезпечних патогенів, Rickettsiaceae. 
За ендосимбіотичною теорією походження еукаріотів вважається, що саме бактерії цієї групи були попередники мітохондрій.

### β-протеобактерії
Бета-протеобактерії містять кілька груп аеробних чи факультативних бактерій, які часто дуже різноманітні за своїми можливостями метаболізму, зокрема, хемолітотрофні (наприклад, Nitrosomonas окислюють аміак) та фототрофні роди (Rhodocyclus та Rubrivivax). Багато з них знайдені тільки у природних зразках, наприклад, відходах та ґрунті. Цей клас містить і деяку кількість патогенних видів: Neisseriaceae (що викликають гонорею та менінгіт) і види роду Burkholderia.

### γ-протеобактерії
Гамма-протеобактерії охоплюють кілька клінічно та науково важливих груп бактерій, таких як Enterobacteriaceae, Vibrionaceae та Pseudomonadaceae.  До цього класу також належить значна кількість патогенів, зокрема, Salmonella (викликає ентеріт та тиф), Yersinia (чума), Vibrio (холера), Pseudomonas aeruginosa (інфекції легень госпіталізованих чи клінічних пацієнтів з кістозним фіброзом).

### δ-протеобактерії
Дельта-протеобактерії охоплюють підрозділ здебільшого аеробних бактерій, бактерій створюючих плодові тіла міксобактерії, та підрозділ строго аеробних видів, який містить більшість відомих сульфат- (Desulfovibrio, Desulfobacter, Desulfococcus, Desulfonema тощо) та сірко-відновлюючі бактерії (e.g. Desulfuromonas) та також кілька інших анаеробних бактерії з іншою фізіологією (зокрема, залізо-відновлюючі Geobacter та синтрофічні види: Pelobacter та Syntrophus).

### ε-протеобактерії
Епсилон-протеобактерії містять лише кілька видів, переважно вигнуті та спіральні Wolinella, Helicobacter та Campylobacter. Вони усі насіляють травний тракт тварин та людини та служать як симбіонти (Wolinella в коровах) чи патогени (Helicobacter у шлунку, Campylobacter у дванадцятипалій кишці).